# Rossidrilus terraenovae
Rossidrilus terraenovae är en ringmaskart som beskrevs av Erséus och Rota 1996. Rossidrilus terraenovae ingår i släktet Rossidrilus och familjen glattmaskar. Inga underarter finns listade i Catalogue of Life.